# Tolstoï pédagogue

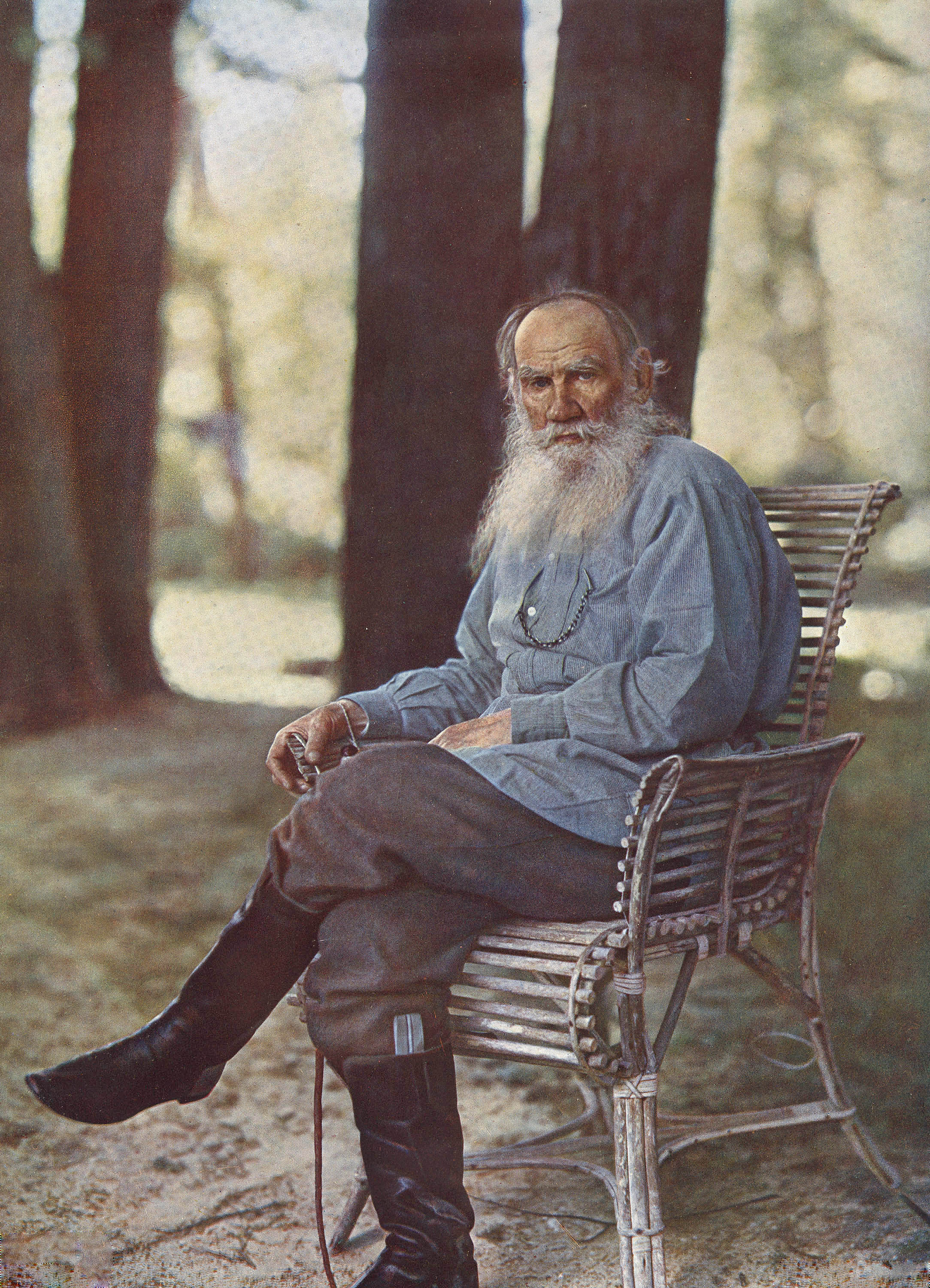
Léon Tolstoï photographié par Sergueï Prokoudine-Gorski.

Léon Tolstoï, géant de la littérature russe, est souvent méconnu en tant que pédagogue libertaire,. Pourtant, il fut un grand précurseur et développa des concepts qu'il expérimenta dans l'école qu'il installa dans sa propriété pour les fils de ses paysans.

## L'école d'Iasnaïa Poliana
En 1847, Tolstoï a 19 ans. Il vient d’hériter de la propriété d’Iasnaïa Poliana, ainsi que de ses 700 « âmes », c'est-à-dire les serfs travaillant sur ses terres. Il va essayer d’améliorer le sort de ses paysans, mais il butera sur leur passivité et la négligence des intendants.
De retour des guerres du Caucase, 7 ans plus tard, il décide de rendre ses terres aux paysans, pour qu’ils puissent améliorer leur sort. Mais ils ne veulent pas. Ils ont peur de se faire escroquer. Tolstoï écrira dans son journal: « Ils ne veulent pas de la liberté », et se tournera vers l’enseignement pour chercher une réponse à l’émancipation des peuples.
En 1859, il ouvre une école dans sa propriété pour les enfants de ses moujiks. Il va d’abord appliquer les principes qu’il ressent, inspirés de Montaigne et de Rousseau. Puis il va faire un voyage en Europe l’année suivante où il tentera de répondre à la question: « Quoi enseigner et comment ? ». Il est déçu par l’école traditionnelle, mais de manière plus surprenante, également par les expériences progressistes de l’époque, inspirées par l'œuvre de Johann Heinrich Pestalozzi (premier éducateur à appliquer les principes de Rousseau en éducation) ou encore Friedrich Fröbel (l’inventeur des jardins d’enfants), dont il rencontre le neveu. Il ne veut pas d’une école qui éduque selon telle ou telle idéologie, et souhaite séparer complètement l’instruction de l’éducation.
En France, il critique l’instruction qui permet à des enfants de faire des calculs compliqués, tout en étant incapable d’en comprendre le sens. Par contre, il est ébahi de la connaissance des petits Français, d’œuvres comme Le Comte de Monte-Cristo ou encore Les Trois Mousquetaires. Il en conclut : « L’école n’est pas dans les écoles, mais dans les revues et les cafés ».
Quand il revient en Russie, Tolstoï a fait un véritable travail de documentation. Pendant son absence, Alexandre II publie un traité d’abolition du servage. Raison de plus pour mettre en place une pédagogie de l’émancipation.
Il crée aussi un journal pour rendre compte de son expérience pédagogique et défendre sa vision de l’enseignement.
Mais la police tsariste et les ministères de l’intérieur ne voient pas d’un bon œil les expériences pédagogiques de l’écrivain. L’expérience prendra fin en 1862, alors qu’une escouade de gendarmes investit le domaine pendant deux jours et met l’école sens dessus dessous.

## La pédagogie de Tolstoï
« Qu'enseigner et comment ? » De cette question découleront toutes les réflexions et les mises en œuvre du pédagogue.

### Instruction et éducation
Il condamne l’immixtion du maître sur l’élève, c'est-à-dire son influence consciente et refuse l’éducation. Il refuse cette « influence forcée d’une personne sur une autre, dans le but de former un homme tel qu’il lui semblera bon ». Ainsi, il va jusqu’à ne pas reconnaître « le droit d’éducation ».
« Notre prétendue science des lois du bien et du mal et de leur action sur une jeune génération n’est le plus souvent qu’un obstacle au développement de la nouvelle conscience de notre génération, conscience non encore élaborée, mais qui s’élabore dans la génération suivante: c’est un obstacle et non une aide à l’instruction. »
C’est ici, on le voit, un point de dissidence avec l’école progressiste de son époque, et c’est ici que Tolstoï se pose en précurseur de nouveaux courants pédagogiques (non-directifs, libertaires, etc. …).
Il souhaite aussi protéger la culture de ce qu’il appelle « l’école ».
« La non-immixtion de l’école dans l’œuvre de la culture, cela signifie la non-immixtion de l’école dans la formation des croyances, des convictions, du caractère de celui qu’on instruit. Cette non-immixtion s’obtient en laissant à l’élève l’entière liberté d’accepter l’étude qui est conforme à ses exigences, de l’accepter tant qu’elle lui sera nécessaire et tant qu’il le voudra, et de s’en affranchir dès qu’elle ne lui sera plus nécessaire et qu’il ne le voudra plus. Les conférences publiques, les musées sont les meilleurs modèles des écoles sans immixtion dans l’œuvre de l’éducation.  »
Tolstoï est un être de contradiction. À partir de la cinquantaine, il entrera dans une grande période mystique. Apparaîtra alors, une forme tardive d’éducation dans le but de « développer chez les enfants tout ce qui favorise l’union », l’union avec tous les êtres vivants étant « la grande affaire de la vie ».

### L’objectif de l’instruction
Il n’y a qu’un seul objectif à l’enseignement et celui-ci est évident: « l’aspiration à l’égalité des connaissances ». Comment se fait-il alors, que celui-ci soit si souvent délaissé ou relégué au dernier plan. L’explication est dans les raisons qui motivent les éducateurs. Ceux-ci n’aspirent pas forcément à cette égalité des connaissances, mais sont guidés par des valeurs et imposent « l’étude par l’obéissance, l’étude par l’amour-propre, l’étude par l’ambition et les avantages personnels ».
Pourtant la pédagogie ne devrait pas s’inspirer de finalités idéologiques, philosophiques ou religieuses. Elle ne devrait pas non plus réfléchir à comment mieux préparer la jeune génération à la société. Sa seule préoccupation devrait concerner les « conditions qui ont corroboré la concordance des aspirations de celui qui instruit et de celui qu’on instruit ».

### Les meilleures conditions pédagogiques
Il faut une rencontre la plus vraie possible entre celui qui sait et celui qui désire apprendre. Cela implique une relation sans domination entre le maître et l’élève. On voit ici un point de divergence avec Rousseau. Quand ce dernier invente un éducateur fourbe et omnipotent, Tolstoï souhaite un maître humain, c'est-à-dire imparfait et honnête:
« Admettre sa faute est une bien meilleure éducation que faire cent fois honte à l’enfant et que se montrer infaillible. » 

### Le choix de la méthode et du principe de liberté en pédagogie
La liberté est tellement importante qu’elle devient même le critère pour déterminer quelle méthode choisir. La méthode n’est pas choisie en fonction d’une doctrine pédagogique, ni pour réaliser un objectif en fonction de cette doctrine, mais pour la liberté ici et maintenant, seul facteur permettant l’apprentissage.
« Pour les études, la conséquence était qu’aucune méthode n’était acceptée ou rejetée suivant qu’elle plaisait ou déplaisait, mais seulement parce que les élèves l’adoptaient sans aucune contrainte ».
De la sorte, il n’y a qu’un critère de la pédagogie:
« Pour savoir ce qui est bon et ce qui ne l’est pas, celui qu’on instruit doit avoir le plein pouvoir d’exprimer son mécontentement, ou au moins d’esquiver l’instruction qui ne le satisfait pas. Reconnaissons qu’il n’y a qu’un seul critérium de la pédagogie: la liberté. » 

### Inversion du paradigme de l’échec
Ainsi, en souhaitant un maître imparfait et honnête, en laissant la possibilité à l’élève de refuser l’influence du maître et en calibrant le choix de la méthode sur l’acceptation libre de celle-ci par l’élève, Tolstoï renverse le paradigme de l’échec:
« Un maître ne se permettait jamais de penser que les élèves étaient coupables de l’insuccès, que c’était leur paresse, leur dissipation, leur bêtise, leur surdité, leur bégaiement qui en étaient cause, il était convaincu que lui seul en était coupable, et à chaque défaut de l’élève – ou des élèves – il tâchait de trouver un remède. »

### «Un ordre libre»
Les meilleures conditions de l’instruction étant ce rapport sans domination entre le maître et l’élève, Tolstoï interdit l’usage des punitions. Il pense aussi que la seule récompense est dans l’assouvissement du désir de savoir.
Le refus d’une forme de dressage n’implique pas forcément une attirance pour le chaos. Plus les connaissances à enseigner se font précises, spécifiques, plus un ordre est nécessaire pour organiser leurs transmissions. Mais cet ordre se construit par la nécessité qu’impose le désir de savoir et non par une contrainte extérieure à l’enfant:
« Plus les élèves avancent, plus l’enseignement se divise et plus l’ordre devient nécessaire. Grâce à cela, avec le développement normal, sans contrainte de l’école, plus les élèves s’instruisent, plus ils deviennent aptes à l’ordre. » 

## Postérité pédagogique de Tolstoï
Par le principe de non-immixtion, par le refus de l’éducation, par l’abolition des punitions et des récompenses, par le postulat que l’enfant désire apprendre et est bon par nature, Tolstoï se pose en héraut des mouvements de résistance aux pédagogies technicistes d’un Jean Itard ou plus tard, celles inspirées par le béhaviorisme.
Tolstoï fut un grand précurseur et a ouvert de nouvelles possibilités en pédagogie.

### Alexander Sutherland Neillet la liberté
En 1921, se tient à Calais le rassemblement pour l'éducation nouvelle. Dans la déclaration de Neill qui suit, on retrouve tous les principes de l’école de Tolstoï, avec une vision rousseauiste de la société (donc l’école) pervertissant la nature originellement bonne de l’enfant:
«C’est sur les conseils du démon que l’on inventa l’école. L’enfant aime la nature, on le parqua dans des salles closes. L’enfant aime voir son activité servir à quelque chose on fit en sorte qu’elle n’eut aucun but. Il aime bouger on l’oblige à se tenir immobile, il aime manier des objets, on le mit en contact avec des seules idées, il aime parler, on le contraignit au silence, il voudrait s’enthousiasmer, on invente les punitions. Alors les enfants apprirent ce qu’ils n’auraient jamais appris sans l’école, ils surent dissimuler, ils surent tricher, ils surent mentir».

### Carl Rogerset les mouvements non-directifs
Carl Rogers élabore une thérapie centrée sur le développement de la personne. En 1940, il est enseignant et découvre l’importance de l’écoute dans la relation pédagogique.
Petit à petit il va mettre en place une pédagogie non-directive. Le rôle du maître n’est plus d’imposer le savoir mais d’accompagner l’apprentissage de celui qui veut acquérir le savoir.

### Célestin Freinetet le désir d’apprendre
La question qui traverse toute la pédagogie de Freinet est: «Comment faire boire un cheval qui n’a pas soif ?», ou comment susciter le désir d’apprendre, c'est-à-dire un désir intrinsèque, non motivé par la contrainte. C’est aussi le pédagogue de la méthode naturelle. Pour se rendre compte de ce que Freinet doit à Tolstoï, voici une citation de ce dernier:
«Je considère l’excitation de l’intérêt de l’élève comme le meilleur ressort et par suite la liberté et le naturel de l’enseignement comme la condition la plus essentielle et la plus importante pour la qualité des études».

### John Deweyet l’expérience
Le pédagogue du «Learning by doing» s’inscrit à plusieurs reprises dans la filiation de Tolstoï. Il a une réflexion similaire sur l’intérêt en pédagogie:
«C’est maintenant qu’il faut tirer tout l’avantage possible de son intérêt pour le gribouillage, non pas pour que dans dix ans il ait une belle écriture ou qu’il soit un bon comptable, mais pour qu’il puisse en retirer quelque chose maintenant, qu’il puisse effectuer quelque chose qui marquera une nouvelle étape qui l’éloigne de l’immaturité».
Lui aussi pense que par la contrainte, on pervertit l’enfant, plus précisément, cela entraîne «la désintégration du caractère» ! :
«Il ne serait pas très agréable d’avoir à évaluer l’état psychologique réel des élèves qui sortent de nos écoles».
Mais c’est tout particulièrement dans la vision de l’expérience qu’on entrevoit la relation entre ces deux pédagogues. Pour Dewey, grande figure du pragmatisme, on ne mesure la validité d’une théorie que dans ses applications pratiques. Tolstoï ne pensait pas mieux l’éducation:
«Et si un étranger désire apprécier ce degré de connaissances, qu’il vive avec nous et étudie les résultats et les applications pratiques de ce que nous savons. » 
« La seule méthode [de la pédagogie]: l’expérience ».